# Formación Dinosaur Park

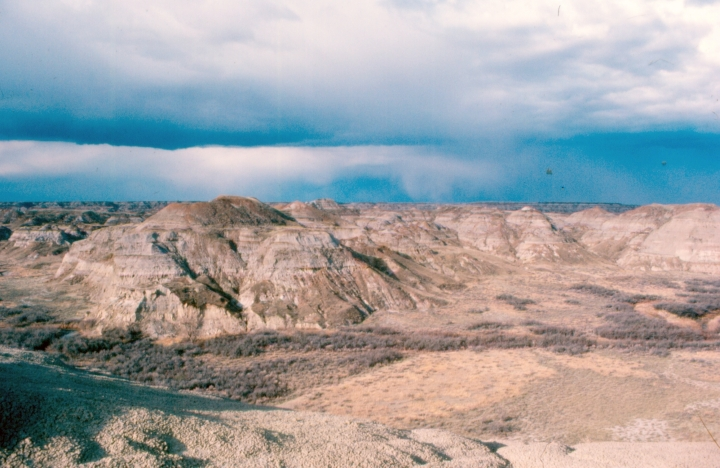
Afloramiento de la Formación Dinosaur Park a lo largo del río Red Deer.

La Formación Dinosaur Park es el miembro superior del Grupo Judith River, una gran unidad geológica en el sur de Alberta (Canadá). Se depositó en un periodo de tiempo comprendido entre hace 76,5 y 75 millones de años (Cretácico superior). Los sedimentos se depositaron en un medio fluvial de alta sinuosidad (río anastomosado). A muro de esta formación se encuentra la Formación Oldman, y a techo la Formación Bearpaw.
Es muy conocida por la gran cantidad de esqueletos fósiles de dinosaurios que allí se encuentran, estando muchos de ellos articulados, aunque también aparecen restos de tortugas, peces, cocodrilos, etc. Forma parte del Parque Provincial de los Dinosaurios, y fue declarada Patrimonio de la Humanidad por la Unesco.

## Bioestratigrafía

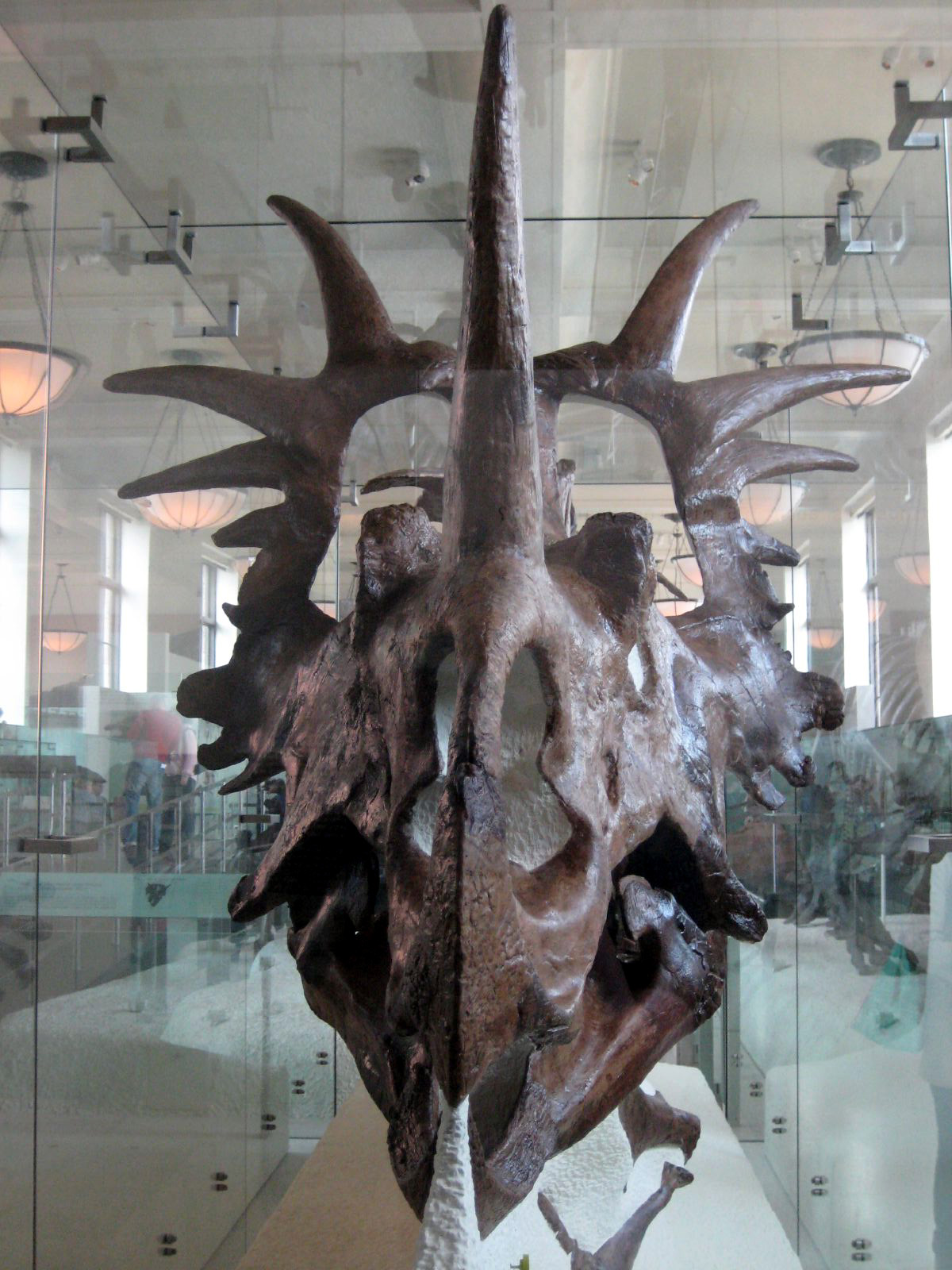
Styracosaurus.

Desde el muro hasta la mitad de la formación los taxones más comunes son Centrosaurus, Chasmosaurus russelli, Gryposaurus, y Corythosaurus. Styracosaurus, Chasmosaurus belli, Prosaurolophus y Lambeosaurus lambei son más frecuentes desde la mitad de la formación hasta casi el techo de la misma. A techo aparecen paquirrinosaurios, Chasmosaurus irvinensis y Lambeosaurus magnicristatus.

## Florayfauna
En este yacimiento paleontológico se han encontrado una gran cantidad de fósiles de animales y vegetales.

### Palinomorfos
Palinomorfos indeterminados.
- Al menos 8 especies.

Fungi
- Al menos 35 taxones.

Chlorophyta
- Al menos 12 especies.

Pyrrhophyta
- Quistes indeterminados.

Bryophyta
Anthocerotophyta
- Al menos 5 especies.

Marchantiophyta
- al menos 14 especies.

Bryophyta
- al menos 5 especies.

Lycopodiophyta
Lycopodiaceae
- al menos 11 especies.

Selaginellaceae
- al menos 6 especies.

Isoetaceae
- al menos 1 especie.

Polypodiophyta
Osmundaceae
- al menos 6 especies.

Schizaeaceae
- al menos 20 especies.

Gleicheniaceae
- al menos 5 especies.

Cyatheaceae
- al menos 4 especies.

Dicksoniaceae
- al menos 3 especies.

Polypodiaceae
- al menos 4 especies.

Matoniaceae
- al menos 1 especies.

Marsileaceae
- al menos 1 especies.

Pinophyta
Cycadaceae
- al menos 3 especies.

Caytoniaceae
- al menos 1 especie.

Pinaceae
- al menos 4 especies.

Cupressaceae
- al menos 3 especies.

Podocarpaceae
- al menos 4 especies.

Cheirolepidiaceae
- al menos 2 especies.

Ephedraceae
- al menos 6 especies.

gimnospermas no identificadas: al menos 3 especies.
Magnoliophyta
Magnoliopsida
Buxaceae
- al menos 1 especie.

Gunneraceae
- al menos 1 especie.

Salicaceae
- al menos 1 especie.

Droseraceae
- al menos 1 especie.

Olacaceae
- al menos 2 especie.

Loranthaceae
- al menos 1 especie.

Sapindaceae
- al menos 1 especie.

Aceraceae
- al menos 1 especie.

Proteaceae
- al menos 9 especies.

Compositae
- al menos 1 especie.

Fagaceae
- al menos 2 especies.

Betulaceae
- al menos 1 especie.

Ulmaceae
- al menos 1 especie.

Chenopodiaceae
- al menos 1 especie.

Liliopsida
Liliaceae
- al menos 6 especies.

Cyperaceae
- al menos 1 especie.

Sparganiaceae
- posiblemente 1 especie.

angiospermas no identificadas: al menos 88 especies.

### Fósiles de plantas[4]
- varios tipos de helechos
- Equisetum (Equisetaceae)

Gimnospermas
- Platyspiroxylon (Cupressaceae)
- Podocarpoxylon (Podocarpaceae)
- Elatocladus (Taxodiaceae)
- Sequoia (Taxodiaceae)
- Sequoiaxylon (Taxodiaceae)
- Taxodioxylon (Taxodiaceae)

Ginkgos
- Baeria
- Ginkgoites

Angiospermas
- Artocarpus (Moraceae)
- Cercidiphyllum (Cercidiphyllaceae)
- Dombeyopsis (Sterculiaceae)
- Menispermites (Menispermaceae)
- Pistia (Araceae)
- Platanus (Platanaceae)
- Vitis (Vitaceae)
- Trapa (Trapaceae)

### Moluscos[5]
Bivalvos de agua dulce
- Fusconaia
- Lampsilis
- Sphaerium (2 especies)

Gasterópodos de agua dulce
- Campeloma (2 especies)
- Elimia
- Goniobasis (3 especies)
- Hydrobia
- Lioplacodes (2 especies)

### Peces[6]
Chondrichthyes
- Hybodus
- Myledaphus
- Un pez indeterminado de la Familia Orectolobidae.

Acipenseriformes
- Un Esturión sin nombrar.
- Un pez de la Familia Polyodontidae sin nombrar.

Holostei
- Belonostomus
- Lepisosteus
- Un pez del Orden Amiiformes sin nombrar.
- Al menos otras 2 especies.

Teleostei
- Patatarpon
- Cretophareodus
- Coriops
- Estesesox
- Oldmanesox
- Paralbula
- Al menos otras 8 especies.

### Anfibios[7]
Albanerpetonidae
- Albanerpeton

Caudata
- Habrosaurus
- Lisserpeton
- Opisthotriton
- Scapherpeton
- 1 especie sin nombrar.
- 2 especies indeterminadas.

Salienta
- 2 especies sin nombrar

### Tortugas[8]
- Adocus
- Apalone
- Aspideretoides (3 especies)
- Basilemys
- Boremys
- Judithemys
- Neurankylus
- Plesiobaena
- 2 taxones indeterminados

### Choristodera[9]
- Champsosaurus (al menos 3 especies)
- Cteniogenys

### Lagartos[10]
Helodermatidae
- Labrodioctes

Necrosauridae
- Parasaniwa

Teiidae
- Glyptogenys
- Socognathus

Varanidae
- Palaeosaniwa

Xenosauridae
- ?Exostinus

### Plesiosauria[11]
- Elasmosauridae indeterminados.
- Polycotylidae indeterminados.

### Crocodylidae[12]
- Albertochampsa
- Leidyosuchus
- al menos 1 taxón sin nombrar

### Pterosauria[13]
- Cryodrakon
- 1 especie de Azhdarchidae sin nombrar.
- 1 pterosaurio sin nombrar

### Dinosaurios
Theropoda
Coelurosauria
Familia desconocida
- Paronychodon lacustris
- Ricardoestesia gilmorei

Tyrannosauroidea
Tyrannosauridae
- Daspletosaurus sp.
- Gorgosaurus libratus

Ornithomimosauria
Ornithomimidae
- Dromiceiomimus brevitertius (podría ser sinónimo de Ornithomimus edmontonicus)
- Ornithomimus edmontonicus
- Struthiomimus altus

Maniraptora
Caenagnathidae
- Caenagnathus collinsi
- Caenagnathus sternbergi
- Chirostenotes pergracilis
- Elmisaurus elegans

Avimimidae
- ?taxón indeterminado

Therizinosauridae
- ?therizinosaurido indeterminado

Troodontidae
- Troodon formosus
- Troodon inequalis

Dromaeosauridae
- Dromaeosaurus albertensis
- Hesperonychus elizabethae
- Saurornitholestes langstoni

Pájaros
- Baptornis sp.
- Cimolopteryx sp.
- Palintropus sp.
- otro taxón indeterminado.

Ornithischia
Ankylosauria
Ankylosauridae
- Euoplocephalus tutus

Nodosauridae
- Edmontonia longiceps
- E. rugosidens
- Panoplosaurus mirus

Pachycephalosauria
Pachycephalosauridae
- Hanssuesia sternbergi
- Gravitholus albertae
- Ornatotholus browni
- Stegoceras validum
- Stegoceras breve
- Stygimoloch sp.

Ceratopsia
- Leptoceratops sp.

Ceratopsidae
Centrosaurinae
- Centrosaurus apertus
- Monoclonius lowei
- Styracosaurus albertensis
- un taxón sin nombrar como Pachyrhinosaurus

Chasmosaurinae
- Anchiceratops ornatus
- Chasmosaurus belli
- Chasmosaurus irvinensis
- Chasmosaurus russelli

Ornithopoda
- al menos 1 Hypsilophodontidae indeterminado

Hadrosauridae
Hadrosaurinae
- Brachylophosaurus canadensis
- Gryposaurus notabilis
- Gryposaurus incurvimanus
- Prosaurolophus maximus

Lambeosaurinae
- Corythosaurus casuarius
- Lambeosaurus lambei
- Lambeosaurus magnicristatus
- Parasaurolophus walkeri

### Mamíferos[18]
Multituberculata
- Cimexomys sp.
- Cimolodon spp.
- Cimolomys clarki
- Meniscoessus major
- Mesodma primaeva
- multituberculados sin nombrar

Marsupiales
- Alphadon halleyi
- Eodelphis browni
- Eodelphis cutleri
- 5 especies de Pediomys
- Turgidodon russelli
- Turgidodon praesagus

Placentalia
- Cimolestes sp. (taxonomía incierta)
- Gypsonictops lewisi
- Paranyctoides sternbergi

Terios desconocidos: al menos 1 especie.